# Acidose métabolique
 Mise en garde médicale
L'acidose métabolique est un trouble de l'équilibre acido-basique défini par une baisse du pH dans le secteur extracellulaire plasmatique (sang), d'origine métabolique. C'est une baisse des ions bicarbonates qui en est la cause, elle-même pouvant être due à une diarrhée, une atteinte rénale, ou à une charge acide excessive d'origine exogène ou endogène (lactatémie élevée, état de choc, cétose).

## Physiopathologie
Le pH représente la concentration en protons libres d'une solution. Le pH se mesure dans le sang, la lymphe, l'espace interstitiel et le milieu intracellulaire. Le pH n'a pas une grandeur figée car les activités neuronales et hormonales, et d'autres signaux peuvent induire des variations rapides et transitoires du pH extra et intracellulaire. Cependant, le pH extracellulaire chez l'Homme, est habituellement de 7,4, et le pH intracellulaire a une valeur inférieure aux alentours de 7. Ces valeurs sont extrêmement régulées via plusieurs mécanismes fondés sur l'équation suivante : H+ + HCO3− ↔ H2CO3 ↔ H2O + CO2.
Le tampon pulmonaire permet d'éliminer un excès d'acide par l'hyperventilation (dyspnée de Kussmaul : respiration ample, profonde, permettant de rejeter du CO2 et de la vapeur d'eau et ainsi de faire augmenter le pH). Les reins ont deux fonctions importantes :
1. éliminer les ions H+ dans les urines (excrétion au niveau du tube contourné distal et tube collecteur) pour 75 % sous forme d'ammonium NH4+ (c'est-à-dire H+ + ammoniac NH3), le dernier quart étant éliminé sous forme libre ou sous forme d'autres acides (par exemple H2PO4) ;
2. réabsorber les bases HCO3−, via le tube contourné proximal dans la corticale rénale.

Les normes physiologiques chez l'être humain sont :
- pH : entre 7,38 et 7,42 (bornes souvent élargies à 7,35-7,45) ;
- bases : HCO3 entre 22 et 28 mmol/l (normes variables selon le laboratoire) ;
- pCO2 (pression partielle en dioxyde de carbone dans le sang) entre 35 et 45 mmHg ;
- trou anionique (différence entre les anions et les cations dans le plasma c’est-à-dire [Na+ + K+] - [HCO3− + Cl−], normalement situé entre 12 et 20 mmol/l).

L'acidose métabolique est définie par une chute du pH sous 7,35, quelle qu'en soit la raison (charge acide excessive d'origine exogène ou endogène ; perte excessive de bicarbonates ; défaut d'excrétion rénale acide) et les mécanismes de compensation.

## Diagnostic
Les signes cliniques de l'acidose sont en règle générale discrets : on retrouve a minima une dyspnée ample de Kussmaul (hyperventilation compensatrice), le diagnostic est alors confirmé par la mesure des gaz du sang. Les acidoses profondes sont souvent responsables de troubles neurologiques allant de la confusion mentale au coma. Les signes cliniques révélateurs d'une étiologie sont à rechercher avec le patient ou son entourage si celui-ci est inconscient. Il peut exister un collapsus cardiovasculaire si l'acidose est sévère.
Diagnostic biologique :
- pH < 7,35 ;
- [HCO3−] < 22 mmol/l ;
- pCO2 < 45 mmHg (c'est-à-dire non élevée).

Cependant l'acidose métabolique n'est pas synonyme d'acidémie (pH < 7,35). En effet le pH sanguin peut être normal (7,35 - 7,45) ou basique (> 7,45) si l'acidose métabolique est associée à d'autres troubles métaboliques (par exemple, alcalose métabolique associée à une acidose métabolique).

## Étiologie
Le diagnostic étiologique repose sur un examen fondamental à demander en même temps que les gaz du sang : l'ionogramme sanguin, qui permet de calculer le trou anionique, qui seul permet de faire la différence entre une acidose par excès d'acide ou par perte de bases. Le trou anionique se calcule par différence entre les cations et les anions dans le plasma : [Na+] - ([HCO3−] + [Cl−]).
- Accumulation acide : trou anionique élevé.
- Perte de bicarbonates : trou anionique normal.
- Accumulation d'acide dont l'anion est le Cl− : trou anionique normal.

### Acidose métabolique à trou anionique élevé (TA > 16 mmol/l)
L'élévation du trou anionique témoigne de la présence dans le sang d'un acide qui peut être endogène ou exogène (par intoxication)
- Surproduction d'acides organiques :
  - les acidoses lactiques (> 2 mmol/l) :
    - hypoxie tissulaire (état de choc) ;
    - intoxication au CO ;
    - médicaments et toxiques (éthanol, méthanol, biguanide, salicylés, isoniazide…) ;
    - diabète sucré, insuffisance hépatocellulaire, cancers ;
    - héréditaires ;

  - les cétoacidoses :
    - diabétique, éthylique, de jeûne ;
    - anomalies du métabolisme du glycogène ;

  - les intoxications :
    - salicylés, éthylène glycol, méthanol, paraldéhyde ;

  - les rhabdomyolyses massives, le syndrome de lyse ;
- les insuffisances rénales :
  - aiguë ;
  - chronique au stade terminal.

#### Excès d'acide endogène
Acidose lactique : elle est le plus souvent due à une hypoxie tissulaire sévère (états de choc, intoxication au monoxyde de carbone) mais peut aussi être due à certaines intoxications (biguanides, en particulier chez l'insuffisant rénal, hépatique ou cardiaque), cancers, etc.
Acidocétose : dans le diabète sucré insulinopénique très déséquilibré, par accumulation de corps cétoniques.

#### Intoxications exogènes
Les plus fréquentes sont l'intoxication à l'aspirine, le méthanol, l'éthylène glycol.

### Acidoses métaboliques à trou anionique normal
Elles sont dues à une perte excessive de bases : pertes digestives (diarrhées aiguës) ou pertes rénales (acidose tubulaire rénale).
C'est la mesure du trou anionique urinaire qui permettra d'orienter le diagnostic.
Celui ci se calcule par la formule TAu = [Na+]u + [K+]u - [Cl-]u.
Ce taux est légèrement positif en conditions physiologiques.
Si le TAu est négatif, ceci implique une grande quantité d'ions NH4+, la forme d'élimination des ions H+, dans l'urine, et donc que le rein fonctionne bien en éliminant l'excès d'acide, orientant vers une origine extrarénale de la perte de bicarbonate, par une diarrhée le plus souvent.
Si le TAu est franchement positif, c'est qu'il n'y a que peu d'ions NH4+ dans l'urine, et que le problème de base vient des reins eux-mêmes, orientant vers une acidose tubulaire rénale.

## Traitement
Le traitement étiologique (de la cause), lorsqu'il est possible, est fondamental : prise en charge d'un état de choc, insulinothérapie en cas d'acidocétose, etc.

### D'une acidose métabolique aiguë

#### Dialyse (ou épuration extrarénale)
La dialyse est indiquée en cas d'acidose due à un toxique dialysable (par exemple une intoxication aux biguanides), en cas d'hyperkaliémie sévère associée (l'acidose entraîne une hyperkaliémie), ou en cas d'oligoanurie (moins de 500 ml d'urine produite par jour, ce qui empêche une élimination naturelle des acides accumulés). Si l'épuration extrarénale n'est pas rapidement disponible, un apport de bicarbonates intraveineux doit être envisagé.

#### Apport intraveineux de bicarbonate de sodium
Ce traitement doit être réservé aux acidoses métaboliques minérales, c’est-à-dire celles qui traduisent un défaut de l'excrétion acide métabolique normale. En cas d'acidose métabolique organique (acidose lactique, acidocétose), le traitement doit reposer sur le traitement de la cause. En effet, la métabolisation des sels d'acide organique en excès induite par le traitement de la cause est à l'origine d'une génération équimolaire de bicarbonate qui corrige donc spontanément le trouble.
Lorsque le bicarbonate de sodium est utilisé, il doit l'être avec une grande prudence : on risque en effet de nombreux effets secondaires lorsque le pH est corrigé trop vite ou que les bicarbonates sont ramenés à leur état normal : il faut viser une concentration en HCO3− sub-normale, de l'ordre de 16 mmol/l après 6 heures de traitement. Les risques sont principalement dus au délai qui existe entre la correction de l'acidose et la prise en compte de cette correction par le cerveau : en effet, les récepteurs chimiques cérébraux responsables de l'hyperventilation sont stimulés par le pH du liquide cérébrospinal, dont le pH met plus longtemps à se corriger que le pH sanguin. En cas de normalisation trop rapide, on risque donc une alcalose respiratoire (les autres risques sont l'hypokaliémie, et la surcharge hydrosodée). De plus, l'apport de bicarbonate de sodium peut aggraver paradoxalement l'acidose intracellulaire en générant du CO2 qui diffuse librement dans l'espace cellulaire.

### D'une acidose métabolique chronique et modérée
Les deux causes majeures d'acidose métabolique chronique sont l'insuffisance rénale (le rein ne parvient plus à débarrasser l'organisme de ses déchets azotés) et l'acidose tubulaire rénale. Le traitement repose sur l'apport de bicarbonate de sodium per os au long cours, par eau de Vichy ou par préparation magistrale, d'environ 2 à 8 grammes par jour d'HCO3−, avec une surveillance régulière du ionogramme sanguin, du ionogramme urinaire, et des gaz du sang.